# Best Ogedegbe
Best Ogedegbe   (Lagos, 3 de setembre de 1954 - Ibadan, 28 de setembre de 2009) fou un futbolista nigerià de la dècada de 1970.
Fou internacional amb la selecció de futbol de Nigèria. Pel que fa a clubs, destacà a Shooting Stars SC i Abiola Babes.
Fou entrenador a Dolphins F.C..
Va morir amb 55 anys al University College Hospital de Ibadan el 28 de setembre de 2009, a causa de complicacions que patí després d'una intervenció en un ull.